# Milena Pavlović-Barili
Milena Pavlović-Barili (serbiska: Милена Павловић-Барили), född 5 november 1909 i Požarevac, död 6 mars 1945 i New York, var en serbisk konstnär och poet.
Milena Pavlović-Barilis mor, Danica Pavlović, var serbisk och hennes far, Bruno Barili, italienare. Fadern var kompositör, musikkritiker och poet och modern var avlägsen släkting till Huset Karađorđević. Pavlović-Barili studerade måleri vid konsthögskolan i Belgrad 1922-1926 och 1926-1928 studerade hon i München. Hon inspirerades särskilt av den italienska konstnären Giorgio de Chirico. Hon hade sin första konstutställning i Belgrad 1928. Hon lämnade Serbien 1930 och fram till andra världskriget besökte hon landet endast sporadiskt. Under 1930-talet bodde hon bland annat i Spanien, Rom, Paris, Oslo och London och lärde känna Frida Kahlo, Tamara de Lempicka, Albert Savini, André Breton och Jean Cocteau. Hon gjorde även utställningar med de två sistnämnda. Från 1939 bodde hon i New York. 
Bland hennes målningar finns flera porträtt av hennes föräldrar där hon sökte avbilda deras personligheter. Hon avbildade även kända personligheter som Rudoplh Valentino och Siba Miličić. Hon gjorde även ikoner och egna tolkningar av bibliska och mytologiska teman. I USA arbetade hon även som illustratör för bl.a. modetidningarna Vogue och Glamour.
Pavlović-Barili skrev även poesi och fick sin första dikt publicerad i den italienska tidningen Kvadrino 1934.
1943 gifte hon sig med den amerikanske officeren Robert Thomas Astor Goselina. Hon dog 6 mars 1945 som en följd av en ridolycka.

## Galleri

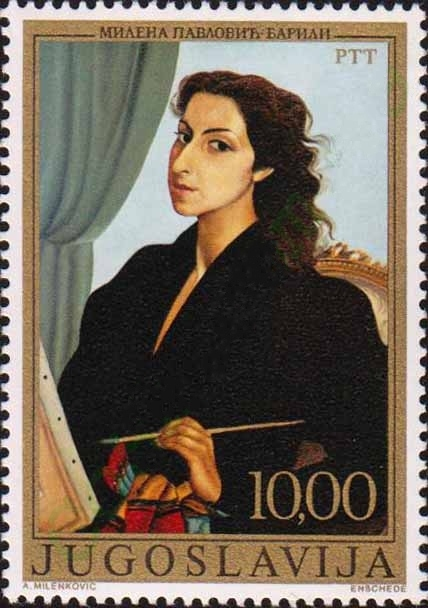
Självporträtt, (1938)
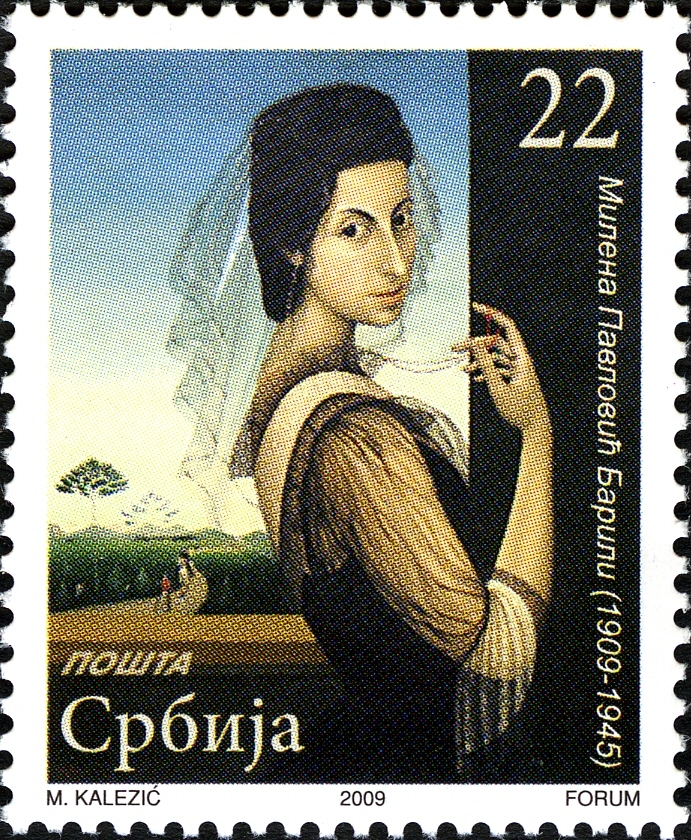
Självporträtt, (1939)
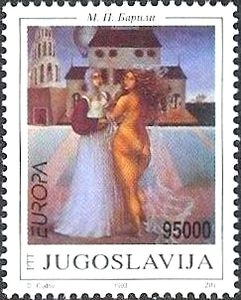
Act with Mirror
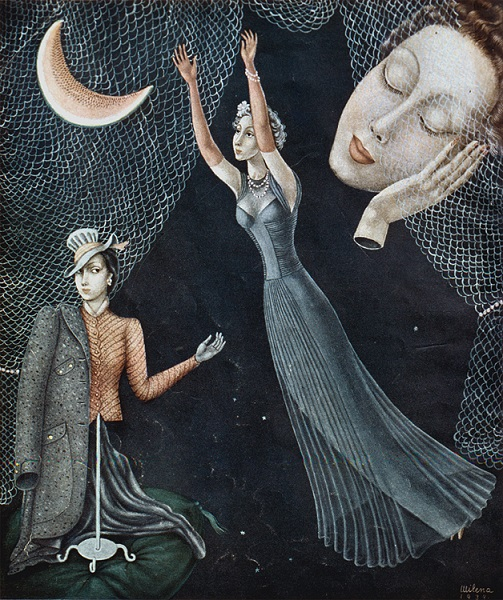
Hot Pink with Cool Grey, (1940)